# Землетруси в Алма-Аті

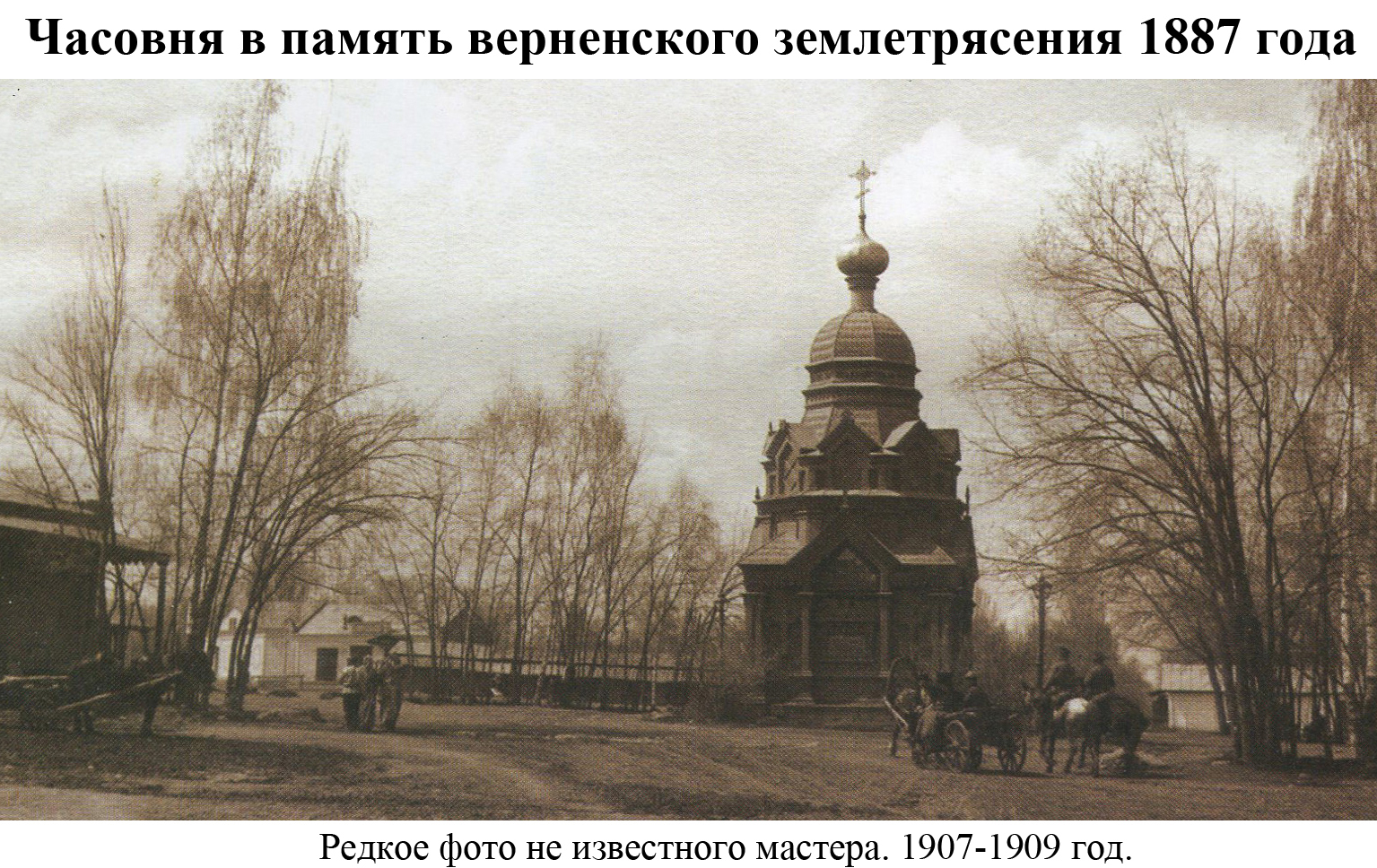
Часовня в пам'ять землетрусу 1887 року

Татарська мечеть після землетрусу 1887 року

Алмати та його околиці відносяться до Алматинського сейсмоактивного району 9-бальною зоною південного сходу Казахстану. Найбільш сильні землетруси: Кемінське, Кеміно-Чуйське (20 червня 1936), Чилікське (30 листопада 1967), Сари-Камиське (5 червня 1970), Джамбулське (10 травня 1971) — названі за географічним знаходженням епіцентру.
Науковим центром, що займається прогнозуванням та вивченням землетрусів, є інститут сейсмології. Систематичні відомості про землетруси відомі з другої половини XIX століття, у зв'язку з геологічним вивченням Семиріччя експедиціями гірських інженерів Олександра Степановича Татарінова та Івана Ігнатьєва.

## Землетрус 1887 року
28 травня (9 червня) 1887 року стався Верненський землетрус, що зруйнував 1799 кам'яні та 839 дерев'яні одно-, дво- і більш поверхові будівлі глиняної обробки в центральній частині.
Воно сталося о 04:35 за місцевим часом поблизу міста Вірний (нині Алмати) із магнітудою 7,3 за шкалою Ріхтера. Його вогнище розташовувалося на північному схилі Заілійського Алатау за 10—12 кілометрів на південь від міста на глибині близько 60 кілометрів. Після землетрусу були численні відчутні афтершоки.
З'ясування геологічних причин землетрусу, його розмірів та наслідків, вибір нового місця для Вірного доручили професору Петербурзького гірничого інституту І. В. Мушкетову. Загальна площа руйнувань за оцінкою вченого становить понад 2000 км². Епіцентр землетрусу знаходився на північному схилі Заілійського Алатау на висоті 1500-1800 м, в 10-12 км на південь від Вірного. І. В. Мушкетов дібрав кадри для верненської метеостанції (П. М. Зенков, Е. О. Баум, К. А. Ларіонов) і придбав сейсмограф в 1889 .

## Інші масштабні землетруси
За два роки з 1887 по 1890 рік у районі Верненського землетрусу було зафіксовано понад 600 підземних поштовхів. Наукові викладки Мушкетова стали за основу «Правил про будівництво будівель, найбільш непохитних до руйнівних дій землетрусу на підставі науки та досвіду», затверджених Семиреченським обласним правлінням 8 листопада 1888 року. За цими правилами чи нормами велося подальше антисейсмічне будівництво Вірного. Посилені землетруси сталися 1 липня (13 липня) 1889 року (Чилікське) та 22 грудня 1910 (4 січня 1911) (Кемінське). Перше охопило величезний район. Землетрус відчували в Павлодарі, в Семипалатинську, Вірному, де було зруйновано споруди. Наступний Кемінський землетрус було зареєстровано в Головній фізичній обсерваторії (нині ГГШ імені А. І. Войсекова, Пулково) російським геофізиком академіком Петербурзької АН Б. Б. Голіціним та оцінено в 11-12 балів за сейсмічною шкалою. За своєю потужністю воно не позадковує землетрусу 1887 року, проте руйнувань і жертв було значно менше, оскільки при будівництві Вірного використання досвіду місцевих архітекторів і будівельників узгоджувалося з пошуками нових конструкторських систем .

Наслідки землетрусу 1910 року

Інженер А. П. Зенков писав щодо цього:
«З глибокою вірою за успіхи майбутнього я не боюся за наше місто, за нашу Семиреченську та водночас сейсмічну область. Я вірю в його майбутнє. Я вірю, що незабаром наше місто обарвиться сановитими кількаповерховими кам'яними, бетонними та иншими довготривалими будівлями»— «Семиреченські обласні відомості», 1911 рік, 8 березня.
Верненський землетрус 1910 (1911) року вивчався експедицією під керівництвом вченого геолога До. І. Богдановича .